# Мікенешть
Мікенешть, Мікенешті (рум. Micănești) — село у повіті Хунедоара в Румунії. Входить до складу комуни Зам.
Село розташоване на відстані 336 км на північний захід від Бухареста, 39 км на північний захід від Деви, 116 км на південний захід від Клуж-Напоки, 102 км на схід від Тімішоари.

## Населення
За даними перепису населення 2002 року у селі проживали 116 осіб, з них 115 осіб (99,1%) румунів. Рідною мовою 115 осіб (99,1%) назвали румунську.